# Przechód nad Kościółkami
Przechód nad Kościółkami (ok. 1820 m) – wąska przełączka na północnych stokach Płaczliwej Skały (2142 m) w słowackich Tatrach Bielskich. Znajduje się pomiędzy jej szczytem a najwyższym szczytem grani Kościółków (ok. 1830 m). Wznosi się on 20-metrowej wysokości uskokiem tuż po północnej stronie przełęczy. Spod przełęczy na północny zachód, do Strzystarskiego Żlebu opada orograficznie lewa odnoga Kościółkowego Żlebu, na północny wschód do Żlebiny częściowo kosówkowa, częściowo trawiasta, a częściowo skalista depresja.
Nazwę przełęczy nadał Władysław Cywiński w 4 tomie przewodnika Tatry. Można na nią wejść z obydwu jej  stron. Ze Strzystarskiego Żlebu szeroki i trawiasty zachód pod zachodnimi ścianami Kościółków wyprowadza pod dolny próg Kościółkowego Koryta. Dalej przejście ścianką (II w skali tatrzańskiej) i skośnie w prawo do kociołka pod Pięknym Zacięciem (wybitna, o wysokości około 150 m formacja skalna w murze Kościółków). Dalej stromo w górę dnem koryta (miejscami III), częściowo gładkimi płytami, częściowo grzędą, u samej góry stromym kominkiem na przełęcz. Pierwsze przejście: Władysław Cywiński 1 czerwca 1966 r. Łatwiejsze jest wejście z dolnej części Żlebiny (0-, 0+). Obecnie jest to zamknięty dla turystów i taterników obszar ochrony ścisłej Tatrzańskiego Parku Narodowego.